# Wereldkampioenschappen veldrijden 1999
De wereldkampioenschappen veldrijden 1999 werden gehouden in het weekend van 30 en 31 januari 1999 in Poprad, Slowakije.

## Uitslagen

### Mannen, elite
| Plaats | Renner              | Land        | Tijd    |
| ------ | ------------------- | ----------- | ------- |
|        | Mario De Clercq     | België      | 1:02;50 |
| Zilver | Erwin Vervecken     | België      | + 0.08  |
| Brons  | Adrie van der Poel  | Nederland   | + 0.24  |
| 4.     | Daniele Pontoni     | Italië      | + 1.24  |
| 5.     | Thomas Frischknecht | Zwitserland | + 1.42  |
| 6.     | Sven Nys            | België      | + 2.09  |
| 7.     | Radomír Šimůnek     | Tsjechië    | + 2.13  |
| 8.     | Peter Van Santvliet | België      | + 2.49  |
| 9.     | Jiří Pospíšil       | Tsjechië    | + 3.17  |
| 10.    | Ben Berden          | België      | + 3.41  |

### Mannen, beloften
| Plaats | Renner            | Land             | Tijd   |
| ------ | ----------------- | ---------------- | ------ |
|        | Bart Wellens      | België           | 53.47  |
| Zilver | Tom Vannoppen     | België           | + 1.34 |
| Brons  | Timothy Johnson   | Verenigde Staten | + 1.35 |
| 4.     | Steffen Weigold   | Duitsland        | + 1.53 |
| 5.     | John Gadret       | Frankrijk        | + 2.05 |
| 6.     | Guillaume Benoist | Frankrijk        | + 2.32 |
| 7.     | Emil Hekele       | Tsjechië         | + 2.38 |
| 8.     | David Derepas     | Frankrijk        | + 2.40 |
| 9.     | David Süssemilch  | Tsjechië         | + 2.51 |
| 10.    | Pascal van Bussel | Nederland        | + 3.06 |

### Jongens, junioren
| Plaats | Renner               | Land             | Tijd   |
| ------ | -------------------- | ---------------- | ------ |
|        | Mattew Kelly         | Verenigde Staten | 37.26  |
| Zilver | Sven Vanthourenhout  | België           | + 0.01 |
| Brons  | Thijs Verhagen       | Nederland        | + 0.12 |
| 4.     | David Kášek          | Tsjechië         | + 1.04 |
| 5.     | William Frishkorn    | Verenigde Staten | + 1.07 |
| 6.     | Jean-Baptiste Béraud | Frankrijk        | z.t.   |
| 7.     | Tim van Nuffel       | België           | + 1.22 |
| 8.     | Wouter Bunning       | Nederland        | + 1.28 |
| 9.     | Ronald Heigl         | Zwitserland      | + 1.35 |
| 10.    | Hannes Genze         | Duitsland        | + 1.42 |

## Medaillespiegel
| Plaats | Land             | Goud | Zilver | Brons | Totaal |
| 1      | België           | 2    | 3      | 0     | 5      |
| 2      | Verenigde Staten | 1    | 0      | 1     | 2      |
| 3      | Nederland        | 0    | 0      | 2     | 2      |
| Totaal | Totaal           | 3    | 3      | 3     | 9      |

Kampioenschappen:  Wereldkampioenschappen · 
 Belgische kampioenschappen · 
 Nederlandse kampioenschappen
Klassementen:  Wereldbeker · 
 Superprestige · 
 GvA Trofee · 
 Challenge national
1950 · 
1951 · 
1952 · 
1953 · 
1954 · 
1955 · 
1956 · 
1957 · 
1958 · 
1959 · 
1960 · 
1961 · 
1962 · 
1963 · 
1964 · 
1965 · 
1966 · 
1967 · 
1968 · 
1969 · 
1970 · 
1971 · 
1972 · 
1973 · 
1974 · 
1975 · 
1976 · 
1977 · 
1978 · 
1979 · 
1980 · 
1981 · 
1982 · 
1983 · 
1984 · 
1985 · 
1986 · 
1987 · 
1988 · 
1989 · 
1990 · 
1991 · 
1992 · 
1993 · 
1994 · 
1995 · 
1996 · 
1997 · 
1998 · 
1999 · 
2000 · 
2001 · 
2002 · 
2003 · 
2004 · 
2005 · 
2006 · 
2007 · 
2008 · 
2009 · 
2010 · 
2011 · 
2012 · 
2013 · 
2014 · 
2015 · 
2016 · 
2017 · 
2018 · 
2019 ·
2020 ·
2021 ·
2022 ·
2023 ·
2024 ·
2025

Categorieën

Mannen elite · 
vrouwen elite · 
mannen beloften · 
vrouwen beloften · 
jongens junioren · 
meisjes junioren · 
gemengde estafette

Voormalig:
mannen amateurs